# Sidlaghatta
Sidlaghatta is een dorp in het district Chikkaballapur van de Indiase staat Karnataka. 

## Demografie
Volgens de Indiase volkstelling van 2001 wonen er 41.105 mensen in Sidlaghatta, waarvan 52% mannelijk en 48% vrouwelijk is. De plaats heeft een alfabetiseringsgraad van 62%. 